# Sitticus monstrabilis
Sitticus monstrabilis là một loài nhện trong họ Salticidae.
Loài này thuộc chi Sitticus. Sitticus monstrabilis được Dmitri Viktorovich Logunov miêu tả năm 1992.